# Atletiek op de Olympische Zomerspelen 2004 – 20 kilometer snelwandelen vrouwen
Het 20 kilometer snelwandelen voor vrouwen op de Olympische Spelen van 2004 in Athene vond plaats op 23 augustus 2004 in de straten van Athene. De start en finish waren in het Olympisch stadion.

## Records
Voor dit onderdeel waren het wereldrecord en olympisch record als volgt.
| Wereldrecord     | 1:17.21 | Wang Yan    | CHN | Guangzhou | 19 november 2001  |
| Olympisch record | 1:19.57 | Wang Liping | CHN | Sydney    | 28 september 2000 |

## Uitslag
De volgende afkortingen worden gebruikt:
- DQ Gediskwalificeerd
- DNF Niet gefinisht

| Rang | Atleet                    | Nat. | Tijd    |
| ---- | ------------------------- | ---- | ------- |
| 1    | Athanasía Tsoumeléka      | GRE  | 1:29.12 |
| 2    | Olimpiada Ivanova         | RUS  | 1:29.16 |
| 3    | Jane Saville              | AUS  | 1:29.25 |
| 4    | Rita Turova               | BLR  | 1:29.39 |
| 5    | Melanie Seeger            | GER  | 1:29.52 |
| 6    | Elisa Rigaudo             | ITA  | 1:29.57 |
| 7    | María Vascó               | ESP  | 1:30.06 |
| 8    | Wang Liping               | CHN  | 1:30.16 |
| 9    | Yelena Ginko              | BLR  | 1:30.22 |
| 10   | Athina Papagianni         | GRE  | 1:30.37 |
| 11   | Rossella Giordano         | ITA  | 1:30.39 |
| 12   | Kjersti Tysse-Plätzer     | NOR  | 1:30.49 |
| 13   | Yuliya Voyevodina         | RUS  | 1:31.02 |
| 14   | Song Hongjuan             | CHN  | 1:31.27 |
| 15   | Valya Tsybulskaya         | BLR  | 1:31.49 |
| 16   | Sabine Zimmer-Krantz      | GER  | 1:31.59 |
| 17   | Jelena Nikolajeva         | RUS  | 1:32.16 |
| 18   | Elisabetta Perrone        | ITA  | 1:32.21 |
| 19   | Kristina Saltanovič       | LTU  | 1:32.22 |
| 20   | Susana Feitor             | POR  | 1:32.47 |
| 21   | Sylwia Korzeniowska       | POL  | 1:33.06 |
| 22   | Zuzana Malíková           | SVK  | 1:33.17 |
| 23   | Sonata Milušauskaitė      | LTU  | 1:33.36 |
| 24   | Barbora Dibelková         | CZE  | 1:33.37 |
| 25   | Inês Henriques            | POR  | 1:33.53 |
| 26   | Maribel Gonçalves         | POR  | 1:33.59 |
| 27   | Norica Cîmpean            | ROU  | 1:34.30 |
| 28   | Svetlana Tolstaya         | KAZ  | 1:34.43 |
| 29   | Ana Maria Groza           | ROU  | 1:34.56 |
| 30   | Rocío Florido             | ESP  | 1:35.32 |
| 31   | Khristina Kokotou         | GRE  | 1:35.43 |
| 32   | Jiang Jing                | CHN  | 1:35.56 |
| 33   | Yeliz Ay                  | TUR  | 1:36.02 |
| 34   | Victoria Palacios         | MEX  | 1:36.07 |
| 35   | Yuan Yu Fang              | MAS  | 1:36.34 |
| 36   | Natalie Saville           | AUS  | 1:36.54 |
| 37   | Daniela Cîrlan            | ROU  | 1:37.14 |
| 38   | Cheryl Webb               | AUS  | 1:37.40 |
| 39   | Marie Polli               | SUI  | 1:37.53 |
| 40   | Mayumi Kawasaki           | JPN  | 1:37.56 |
| 41   | Geovanna Irusta           | BOL  | 1:38.36 |
| 42   | Vira Zozulia              | UKR  | 1:38.45 |
| 43   | Teresa Vaill              | USA  | 1:38.47 |
| 44   | Edina Füsti               | HUN  | 1:39.45 |
| 45   | Anita Liepiņa             | LAT  | 1:39.54 |
| 46   | Sandra Zapata             | COL  | 1:42.22 |
| 47   | Nicoleen Cronje           | RSA  | 1:42.37 |
| 48   | Alessandra Picagevicz     | BRA  | 1:46.21 |
| 49   | Teresita Collado          | GUA  | 1:46.41 |
| 50   | Yelena Kuznetsova         | KAZ  | 1:49.08 |
| 51   | Yolene Raffin             | MRI  | 1:49.28 |
| 52   | Fumilay da Fonseca        | STP  | 2:04.54 |
| —    | Olive Loughnane           | IRL  | DNF     |
| —    | María del Rosario Sánchez | MEX  | DNF     |
| —    | Nevena Mineva             | BUL  | DNF     |
| —    | Mayte Gargallo            | ESP  | DQ      |
| —    | Kim Mi-Jeong              | KOR  | DQ      |